# اغوزکتی (رامسر)
اغوزکتی، روستایی است از توابع بخش مرکزی شهرستان رامسر در استان مازندران ایران.

## جمعیت
این روستا در دهستان جنت‌رودبار قرار دارد و براساس سرشماری مرکز آمار ایران در سال ۱۳۸۵، جمعیت آن ۲۱ نفر (۸خانوار) بوده‌است.